# Five Childhood Lyrics

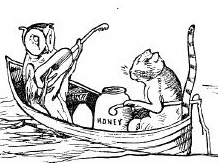
The Owl and the Pussycat, Illustration (1888) von Edward Lear zu seinem Gedicht, das Rutter als zweites der fünf Lieder wählte

Five Childhood Lyrics ist eine Komposition von John Rutter. Er vertonte fünf Texte, zwei Gedichte und drei Kinderreime, für Chor a cappella, der meist vierstimmig singt, aber manchmal weiter aufgeteilt wird. Rutter komponierte das Werk für die London Concord Singers, die es 1973 erstmals aufführten.
Die fünf Lieder sind:
1. Monday’s Child
2. The Owl and the Pussycat
3. Windy Nights
4. Matthew, Mark, Luke and John
5. Sing a Song of Sixpence

Das erste Lied vertont Monday’s Child („Montagskind“), einen Kinderreim, der den sieben Wochentagen jeweils einen Charakter zuordnet. Der Text des zweiten Liedes ist The Owl and the Pussy-cat („Die Eule und die Miezekatze“), ein Nonsens-Gedicht von Edward Lear, das 1871 veröffentlicht wurde. Das dritte Lied vertont ein Gedicht von Robert Louis Stevenson, Windy Nights („Windige Nächte“). Der Text des vierten Liedes ist wieder ein Kinderreim, Matthew, Mark, Luke and John, ein Anruf der vier Evangelisten, der auch als Abendgebet verwendet wird. Das fünfte Lied vertont den Kinderreim Sing a Song of Sixpence („Sing ein Lied vom Sixpence“).
Der Komponist kommentierte: „Die Five Childhood Lyrics sind eine Art von Hommage an die Welt der Kinder. Ich wählte einige Reime und Verse, an die ich mich aus frühester Kindheit erinnerte, und setzte sie in Musik so einfach ich konnte; allerdings enthält das letzte der fünf, das eine bekannte Kindermelodie benutzt, ein gewisses Maß an augenzwinkernder Ausschmückung“. (The Five Childhood Lyrics are a kind of ‚homage‘ to the world of children. I chose for my texts some of the rhymes and verses remembered from my earliest years, and set them to music as simply as I could—though the last of the five, which uses a familiar nursery tune, contains a certain amount of tongue-in-cheek elaboration.).
Ein Rezensent des Magazins Gramophone beschrieb die Musik als reizvoll (delightful), abwechslungsreich im Charakter: frisch, nachdenklich, entspannt oder nachgiebig. Ein anderer Rezensent formulierte: „Es ist wunderbar, wieder auf die Energie und den witzigen Einfallsreichtum zu stoßen, die diese frühen Werke auszeichnen.“ (It’s wonderful to be reminded of the energy and sharp-witted invention that characterize these youthful pieces.) Das Werk wurde 1974 von Oxford University Press erstmals veröffentlicht.
Die Lieder sind Teil des Albums Fancies mit weltlicher Musik von Rutter, 1991 eingespielt unter seiner Leitung von den Cambridge Singers. Das Album enthält außerdem die Chorzyklen Fancies und When Icicles Hang sowie die instrumentale Suite Antique. Die Lieder wurden ferner 2002 von Nicol Matt und seinem Nordic Chamber Choir  auf einem weiteren Album mit weltlicher Musik Rutters eingespielt.